# Prorodes leucothyralis
Prorodes leucothyralis là một loài bướm đêm trong họ Crambidae.